# Tuam (Insel)
Tuam ist eine kleine Insel im Süden der Siassi-Inseln von Papua-Neuguinea in der westlichen Bismarcksee. Die dicht bewaldete Insel zählt knapp mehr als 200 Einwohner und besitzt eine Schule der Klassenstufen 1–8.
Tuam liegt etwa 12 km südlich von Umboi, der Hauptinsel der Siassi-Inseln.
Anlaufziele für Expeditions-Kreuzfahrtschiffe bietet die Insel aufgrund der Folklore und ausgezeichneter Schnorchel-Spots.